# 谢丽尔·诺布尔
谢丽尔·诺布尔（英語：Cheryl Noble，1956年9月29日—），加拿大女子冰壶运动员。她曾代表加拿大参加2002年冬季奥林匹克运动会冰壶比赛，获得一枚铜牌。她也曾获2000年世界女子冰壶锦标赛冠军。